# Nissan Quest
La Nissan Quest è un monovolume di grandi dimensioni studiato per il mercato nordamericano e prodotto dalla casa automobilistica giapponese Nissan Motor dal 1992 al 2016. Le prime generazioni sono nate dalla collaborazione tra la casa nipponica e la Ford che ne commercializzava una variante con il nome Mercury Villager.
Con il passare del tempo la Nissan Quest ha avuto 4 restyling, e dal 2010 è stato venduto in Giappone con il nome di Nissan Elgrand.

## Prima serie (1992-1998)
La prima serie della Nissan Quest è nata in collaborazione tra la Nissan Motor e la Ford in cerca di un monovolume per una competizione tra veicoli prevista nel 1991. Gli ultimi disegni del modello furono rilasciati nel 1989 e il nuovo modello con il nome in codice di VX54. I prototipi furono testati su piste Nissan e Ford a seguito dell'anno 1990 successivamente furono fatti test mondiali sulla grande vettura, più precisamente nell'anno 1991.
Agli inizi dell'anno 1992, quando per la Quest i test finirono, venne presentata ufficialmente il 6 gennaio al Salone dell'automobile di Detroit del Nord America e prodotta a partire dal 14 aprile 1992 presso l'impianto Avon, Ohio.